# Semaeopus rubellula
Semaeopus rubellula är en fjärilsart som beskrevs av Thierry-mieg 1892. Semaeopus rubellula ingår i släktet Semaeopus och familjen mätare. Inga underarter finns listade i Catalogue of Life.